# Cynoglottis barrelieri
Cynoglottis barrelieri là loài thực vật có hoa trong họ Mồ hôi. Loài này được (All.) Vural & Kit Tan mô tả khoa học đầu tiên năm 1983.